# Gordonia sablayana
Gordonia sablayana là một loài thực vật có hoa trong họ Theaceae. Loài này được Melch. mô tả khoa học đầu tiên năm 1925.